# Barbus figuiguensis
Barbus figuiguensis là một loài cá vây tia bị nghi là loài riêng biệt thuộc họ Cyprinidae.
Loài này có ở Algérie và Maroc. Môi trường sống tự nhiên của chúng là carxtơ nội địa. Nó không được IUCN xem là loài bị đe dọa.